# Mormo rosea
Mormo rosea är en fjärilsart som beskrevs av Tutt 1892. Mormo rosea ingår i släktet Mormo och familjen nattflyn. Inga underarter finns listade i Catalogue of Life.